# Поле (Ардатовський район)
По́ле (рос. Полое, ерз. Полое) — село у складі Ардатовського району Мордовії, Росія. Входить до складу Кечушевського сільського поселення.
Назва села не є іменником, а є прикметником — яке?, поле. Російською «полое» означає пусте.

## Населення
Населення — 154 особи (2010; 213 у 2002).
Національний склад (станом на 2002 рік):
- росіяни — 91 %